# Cerambicide
Cerambicidele (Cerambycidae) sau longicornele (Longicornia), cunoscute în popor sub numele de croitori, din cauza stridulației lor caracteristice, este o familie mare de gândaci (coleoptere) cu corpul mare, alungit sau într-o măsură oarecare cilindric, cu antene foarte lungi, adesea mai lungi decât corpul (de unde și numele lor de longicorne), și larve xilofage care de regulă găuresc rădăcinile sau lemnul copacilor sau arbuștilor, unele provocând daune mari.
Cerambicidele se recunosc foarte ușor după antenele lor foarte lungi, setiforme și noduroase, care depășesc, de obicei, în lungime jumătatea corpului. Au corpul mult alungit, de regulă pubescent. Pronotul adesea este mai gros la mijloc și purtător de țepi sau rugozități. Lărgimea cea mai mare a insectei se află la baza elitrelor, ca și cum ar avea "umeri" largi. Picioarele sunt lungi, cu gheare puternice, toate tarsele sunt tetramere. Au colorații foarte variate, uneori foarte vii și cu combinații contrastice. Multe sunt stridulante. Dimensiunile lor sunt extrem de variate în cuprinsul celor 26 000 de specii cunoscute, aici găsindu-se giganții coleopterelor, ca de exemplu gândacul titan (Titanus giganteus), care are o lungime de până la 16,7 cm. Majoritatea speciilor sunt silvicole, multe sunt însă de terenuri uscate, xerofile. În general sunt frondicole, floricole, dar sunt și forme tericole. Larvele sunt albe, apode și fitofage (xilofage), ele trăiesc în lemn sau în rădăcinile plantelor erbacee,  săpând  galerii care  degradează  lemnul. Adulții sunt întâlniți pe trunchiurile copacilor, pe arbuști și pe flori. Cele mai multe specii sunt tropicale (în special americane), sunt însă numeroase și în fauna României, descrise de Panin.

## Specii din România

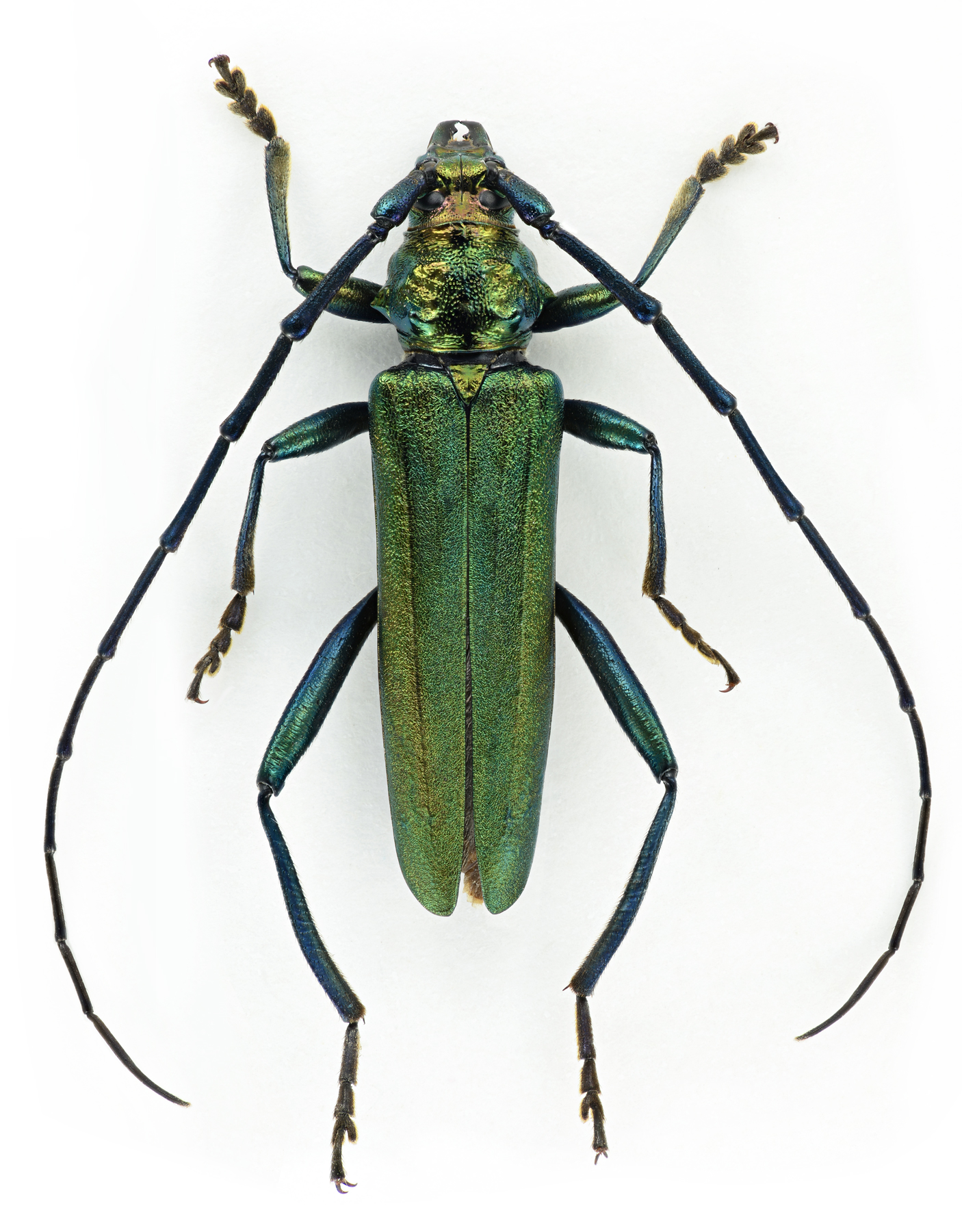
Croitorul salciei (Aromia moschata)

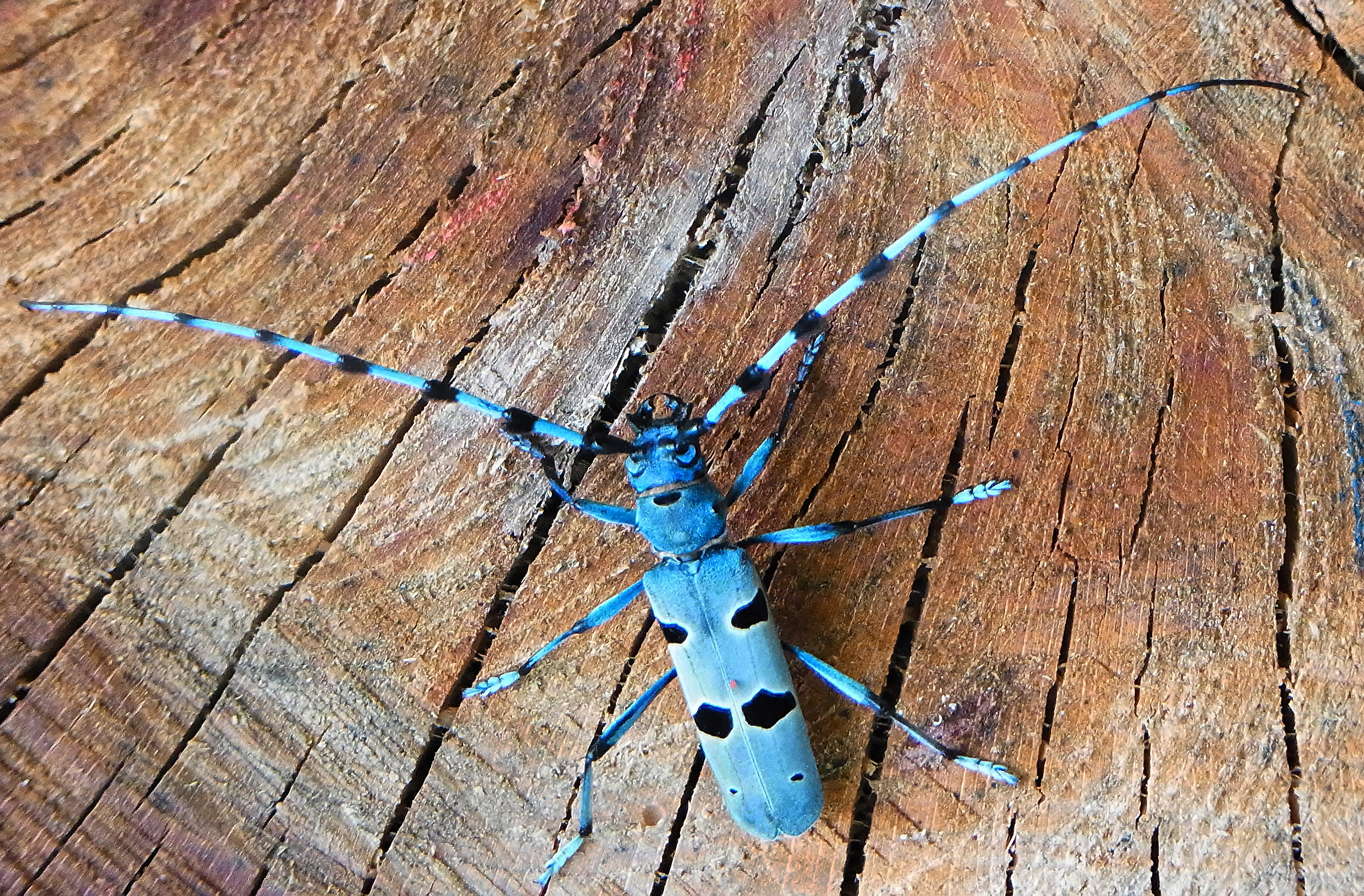
Croitorul fagului (Rosalia alpina)

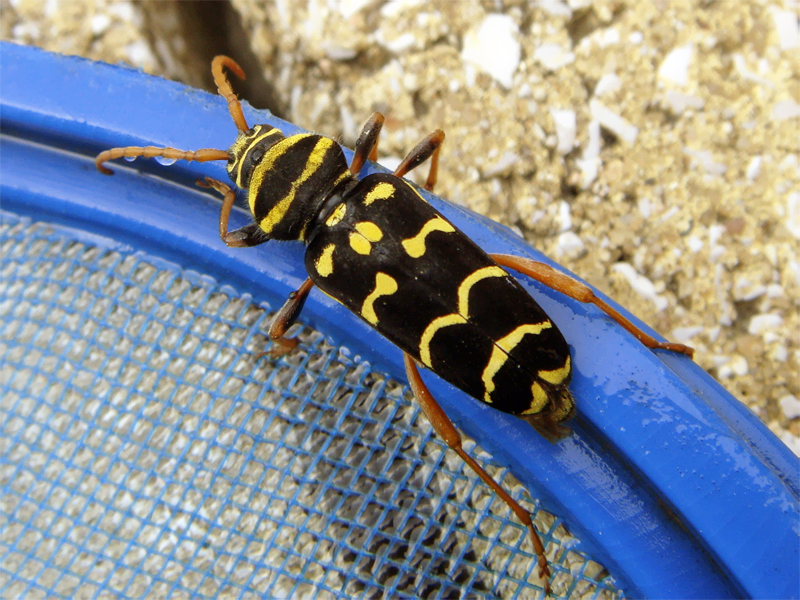
Croitorul viespe (Plagionotus arcuatus)

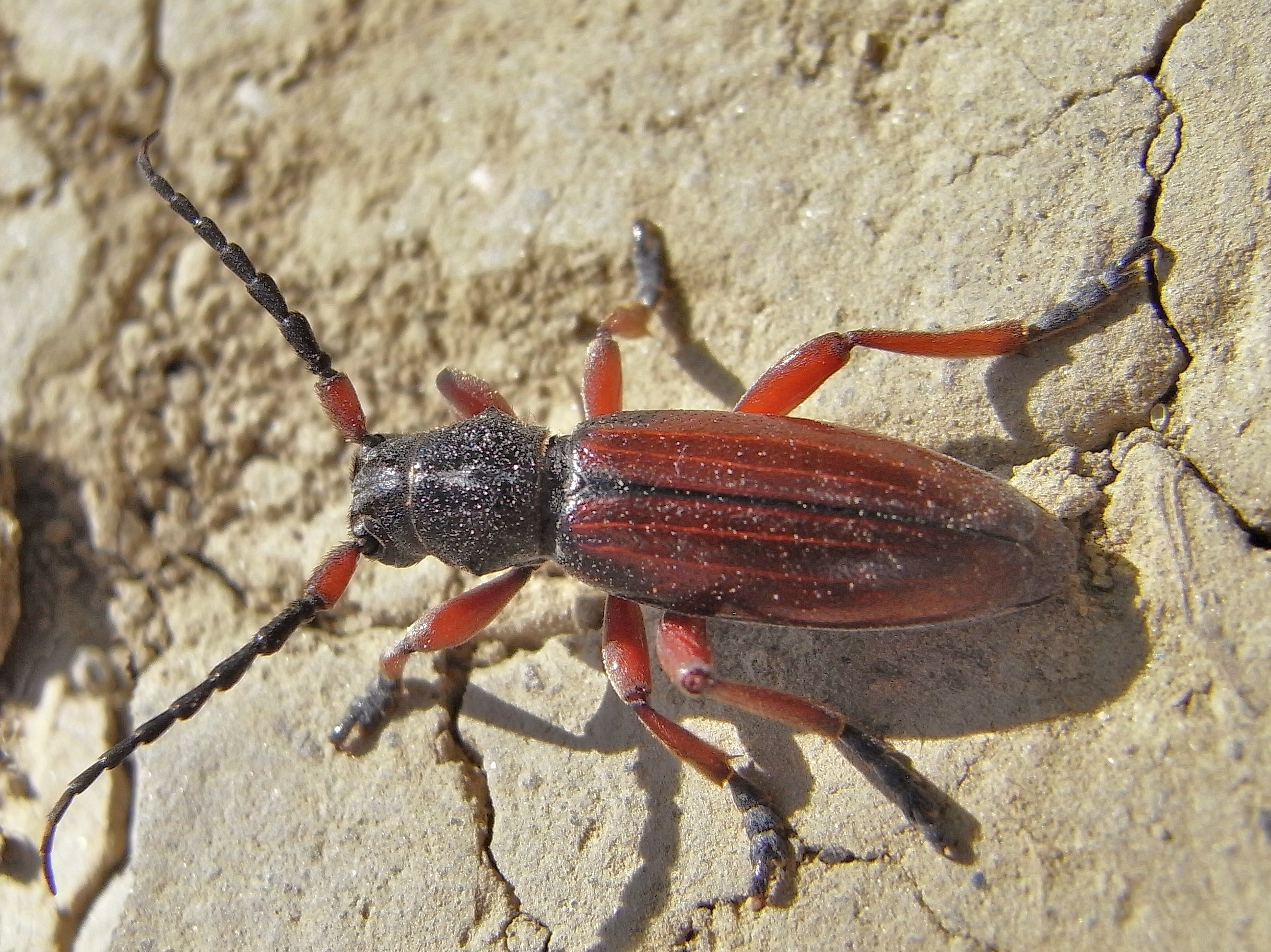
Dorcadion fulvum

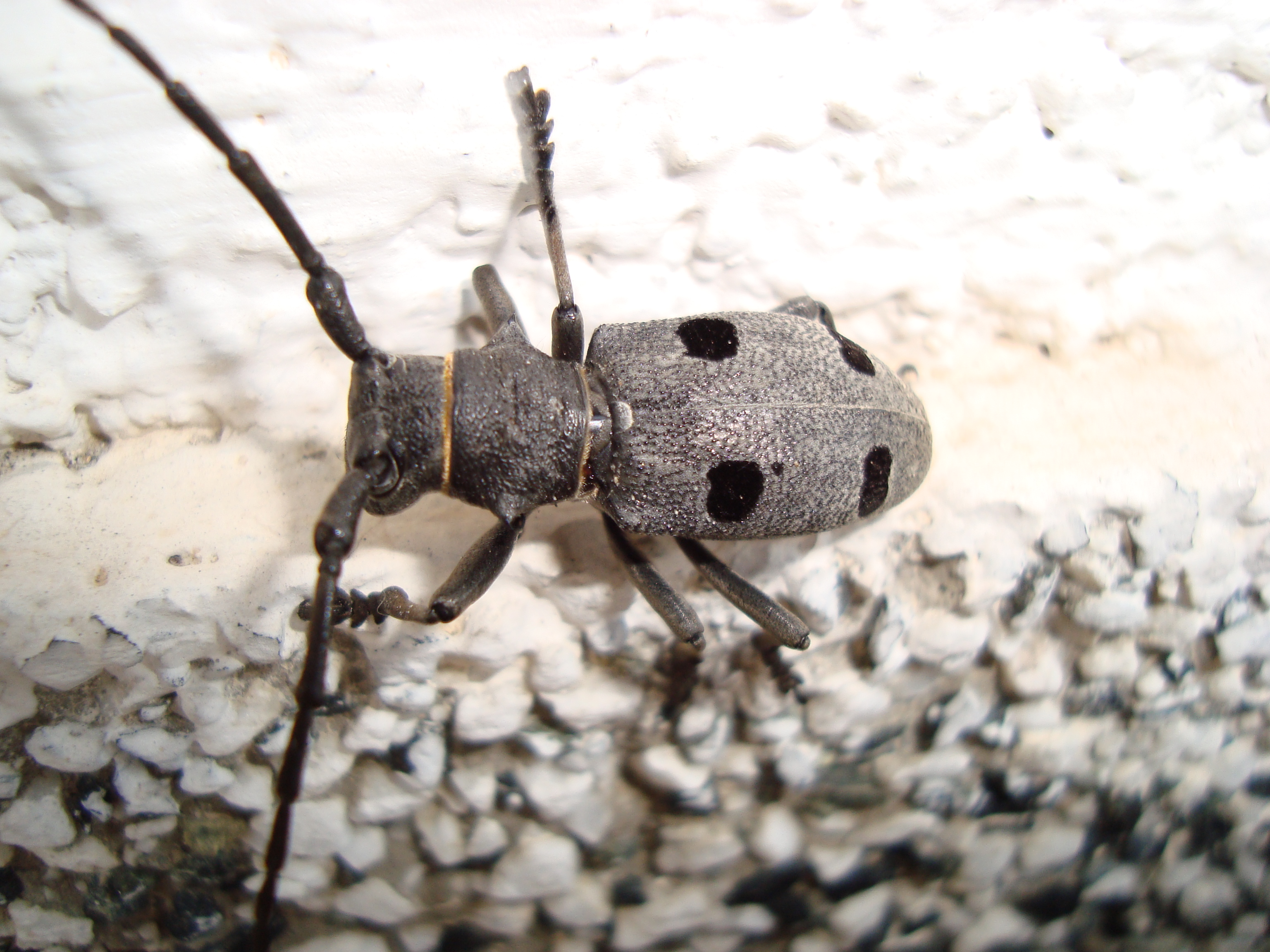
Croitorul cenușiu (Morimus funereus)

În România se întâlnesc mai multe specii. Cele mai cunoscute specii sunt:
- Prionus coriarius, este un cerambicid mare, de 10-45 mm, robust, cu elitrele late, de culoare castanie-închis; are marginile laterale ale pronotului arcuite și cu câte trei dinți de fiecare parte. Specie crepusculară, întâlnită în lunile iulie-august. Larva trăiește în trunchiurile de foioase cât și pe conifere.
- Cerambyx cerdo (croitorul mare al stejarului), de 30-50 mm lungime, de culoare neagră, cu vârful elitrelor castaniu. Pronotul, mult îngustat spre cap și spre elitre, ascuțit în părțile laterale, are de fiecare parte câte un dinte ascuțit. Cerambyx scopolii (croitorul mic) este foarte asemănător la înfățișare cu Cerambyx cerdo, dar mult mai mic (18-28 mm). La ambele specii larvele trăiesc în tulpina stejarului, găurind tulpina, iar la Cerambyx scopolii și pe fag, prun, soc, păducel și alți arbori.
- Aromia moschata (croitorul salciei, croitorul aromat) de 22-32 mm lungime, are corpul mult alungit, de culoare verde-arămie, uneori albastru metalic, seamănă la prima vedere cu cățelul frasinului, are elitre lungi, pronotul ascuțit pe părțile laterale și cu câte un dinte. Larvele trăiesc, de regulă, în trunchiuri de salcie bătrână. Adultul emană un miros de mosc se întâlnește pe plantele gazdă și pe flori, în lunile iunie-august.
- Rosalia alpina (croitorul fagului), de 22-36 mm, are corpul alungit, de culoare albăstruie cenușie foarte frumoasă, cu benzi transversale late, negre pe elitre, cu o pată neagră la marginea anterioară a pronotului. Antenele dungate cu negru, mai lungi decât corpul. Larvele se dezvoltă în fagii bătrâni. Adulții sunt întâlniți în zona montană din iunie până în septembrie.
- Plagionotus arcuatus (croitorul viespe), de 9-20 mm, are corpul alungit, elitre negre având benzi arcuite de culoare galbenă, marginile laterale ale elitrelor fiind de culoare neagră, după înfățișare se aseamănă cu o viespe. Larvele se dezvoltă în lemnul esențelor foioase. Adulții sunt întâlniți pe trunchiuri de copac și pe flori din mai până în august. Plagionotus detritus (croitorul viespe), de 13-17 mm, are aceeași înfățișare și culoare ca și precedentul, dar benzile galbene de pe elitre sunt mai late, nearcuite, adesea sudate, partea terminală a elitrelor fiind galbenă, iar marginea lor laterală neagră. Larvele se dezvoltă în lemnul stejarilor bătrâni, mai rar în Castanea sp. Adulții sunt răspândiți pe trunchiuri de copac în lunile iunie-iulie.
- Plagionotus floralis, de 8-16 mm, are de asemenea vârful elitrelor galbene. Larvele se dezvoltă în rădăcinile plantelor ierboase (lucerna, coada șoricelului). Adulții sunt întâlniți din mai până în august pe flori.
- Dorcadion, gen cu mai multe specii, are corpul alungit, elitrele lung-ovale și convexe, la cele mai multe specii cu dungi albe longitudinale pe elitre, la altele elitrele fiind castanii, brune, negre. Speciile de Dorcadion sunt cunoscute în popor sub numele de "scripcari" sau "lăutari", din cauza scârțâitului pe care-l produc cu aparatul lor stridulant, format din pronot și mezonot și pus în funcție prin mișcarea dorsoventrală a protoracelui. Dorcadion pedestre, de 11-17 mm, este negru, lucios, cu benzi albe longitudinale pe elitre; frecvent în culturile din zona de stepă și silvostepă, din aprilie până în iunie. Dorcadion scopolii, de 10-13 mm, mult asemănător cu precedentul, are elitrele mai rotunjite. Dorcadion fulvum, de 15-18 mm, are elitrele de culoare castanie-roșcată; este croitorul cel mai frecvent în culturile de câmp. Dorcadion aethiops, de 15-20 mm, este de culoare complet neagră, se întâlnește în zona de stepă și colinară, în lunile iunie-iulie.
- Morimus funereus (croitor cenușiu sau croitor de piatră), de 20-35 mm, are culoare neagră, elitrele cenușii cu două pete mari negre, transversale, aspect catifelat. Larvele se dezvoltă în lemnul de fag și stejar, adulții fiind întâlniți în lunile mai-iulie pe trunchiurile copacilor.
- Saperda populnea, de 9-14 mm, de culoare neagră, cu pubescență deasă, galbenă, cu pete neregulate, galbene pe elitre. Larvele se dezvoltă în lemnul de plop. Adulții apar în lunile mai-iulie, fiind întâlniți pe frunzele și coronamentul arborilor gazdă. Saperda carcharias, de 22-88 mm, este galben, cu numeroase puncte negre pe elitre. Ambele specii dăunează mult plopului. Adulții sunt întâlniți din iunie până în septembrie, fiind crepusculari.
- Strangalia, cu mai multe specii, se caracterizează mai ales prin pronotul de formă conică, îngustat spre cap, și cu unghiurile posterioare lungi și ascuțite; elitrele au benzi și pete, de regulă, negre. Strangalia attenuata, de 11-15 mm, are elitre galbene;  din zona de silvostepă până în zona montană, larvele se dezvoltă în Quercus sp., Castanea sp., Betula sp., Ulmus sp., cât și în lemnul de Pinus sp. Adulții sunt întâlniți pe flori din iunie până în august.
- Stenurella septempunctata, de 8-11 mm, are elitrele roșcate. Adulții apar în lunile mai-august pe flori. Stenurella bifasciata, de 7-11 mm, are elitrele castanii. Larvele se dezvoltă în lemnul uscat de foioase (Ulmus sp., Betula sp.) cât și de conifere (Pinus sp., Abies sp.). Adulții apar în lunile mai-septembrie pe flori.
- Leptura este un gen cu multe specii, asemănătoare la înfățișare cu alte cerambicide. Au pronotul aproape sferic, mai îngust la partea anterioară. Adulții de Leptura trăiesc pe flori, iar larvele în lemn. Leptura rubra, de 12-18 mm, este o insectă complet neagră; Larvele se dezvoltă în lemnul coniferelor, în mod excepțional și în cel de Quercus sp. Adulții sunt întâlniți pe trunchiurile copacilor și pe flori, din iunie până în septembrie.
- Pseudovadonia livida are elitrele galben-roșcate sau roșcat-maronii, unicolore. Larvele se dezvoltă în sol, unde sapă galerii în substratul miceliului de Marasmius oreades. Adulții sunt întâlniți pe flori în lunile mai-august.

## Legături externe
Materiale media legate de Cerambicide la Wikimedia Commons